# Cuando sea joven
Cuando sea joven es una película de comedia romántica y musical mexicana de 2022 dirigida por Raúl Martínez. La película está basada en la cinta coreana Miss Granny dirigida y escrita por Hwang Dong-hyuk. Esta producida por 3Pas Studios en asociación con LimeLight Productions LLC, CJ ENM y The Lift y distribuida por Pantelion Films. Se estrenó en México el 15 de septiembre de 2022, y en los Estados Unidos el 23 de septiembre de ese mismo año. Está protagonizada por Verónica Castro junto a Natasha Dupeyrón interpretando al mismo personaje en diferentes etapas.

## Reparto
- Verónica Castro como Malena[1]
  - Natasha Dupeyrón como Malena de joven[1]
- Michael Ronda[1]
- Édgar Vivar[1]
- Eduardo Santamarina[1]
- Pierre Louis[1]
- Alejandra Barros[1]
- Maribel Fernández[1]
- Manuel "Flaco" Ibáñez[1]